# Киву Стойка
Киву Стойка (на румънски: Chivu Stoica) е румънски политик, комунист, държавен глава в периода 1965 – 1967 г.
Стойка е роден на 8 август 1908 в с. Смеени, окръг Бузъу и е шестото дете в семейството на орач. На 12 години той напуска дома си и започва работа като стажант в Румънските държавни железници (Căile Ferate Române). През 1921 г. се мести в Букурещ, където работи като котляр в компаниите Vulcan, Lemaitre и Malaxa. През 1931 г. среща Георге Василики, който го включва в комунистическата партия.
През пролетта на 1931 г. Стойка започва работа в железопътните складове в Гривица, където се среща с Георге Георгиу-Деж, Василе Лука и Константин Донча. Заедно те организират стачка. На 20 август 1934 г. той е осъден на 15 години затвор заради участието си в стачката. Сближава се с Георге Георгиу-Деж в затвора в Търгу Жиу, а по-късно е избран от него за наследник като генерален секретар на ЦК на РКП.
Киву Стойка е член на ЦК на Румънската комунистическа партия между 1945 и 1975 г. и на Политбюро. Изпълнява длъжностите министър-председател на Румъния (1955 – 1961) и председател на Държавния съвет на Румъния (1965 – 1967).
Изпада в немилост при управлението на Николае Чаушеску и жена му Елена. Самоубива са на 18 февруари 1975, прострелвайки се в главата с ловна пушка.